# يوحنا السابع عشر
البابا يوحنا السابع عشر (باللاتينية: Ioannes XVII) ـ (توفي في 6 نوفمبر 1003) هو بابا الكنيسة الكاثوليكية لحوالي سبعة أشهر امتدت من 16 مايو إلى 6 نوفمبر 1003. ولد في منطقة بيفيرتيكا بمدينة روما باسم جوفاني سيكو. وتولى البابوية خلفًا للبابا سلفستر الثاني.
رُشح يوحنا السابع عشر للبابوية على يد جوفاني كريسنزيو، وهو أحد نبلاء روما، وكان يسيطر على المدينة مناوئًا للإمبراطور أوتو الثالث. وعقب وفاة يوحنا السابع عشر، رشح كريسنزيو يوحنا الثامن عشر خليفة له، وتبوأ يوحنا الثامن عشر أيضًا كرسي البابوية بالفعل.
توفي يوحنا السابع عشر في 6 نوفمبر 1003، ودُفن بين بابي الواجهة الرئيسية لكاتدرائية القديس يوحنا اللاتراني.